# André Ventura
André Claro Amaral Ventura (Algueirão-Mem Martins, 15 gennaio 1983) è un politico, avvocato, docente universitario ed ex commentatore sportivo portoghese, fondatore nell'aprile 2019 e presidente del partito politico populista di destra Chega dopo essere stato fino al 2018 esponente del Partito Social Democratico (PSD) con il quale è stato eletto sindaco di Loures. Dall'ottobre 2019 è deputato dell'Assemblea della Repubblica per Lisbona. Nel 2021 si è candidato alla presidenza del Portogallo, arrivando terzo alle elezioni con l'11,9% dei voti. Nelle elezioni generali del 2024, Chega, sotto la sua guida, ha ricevuto il 18,1% dei voti, quadruplicando il numero dei suoi seggi fino a un totale di 48.
Il suo seggio in Parlamento ha segnato nel 2019 il ritorno dell'estrema destra nell'emiciclo portoghese dall'epoca della Rivoluzione dei garofani. Ventura si definisce “economicamente liberale, nazionalista e conservatore”.  Le sue dichiarazioni sulle questioni sociali hanno sollevato critiche classificandole come anti-zingare, islamofobe, xenofobe e sessiste.

## Biografia
Nato alla periferia di Lisbona nel 1983, Ventura ha conseguito la laurea in giurisprudenza presso la Nuova Università di Lisbona e un dottorato in diritto pubblico presso l'University College Cork in Irlanda.
Ha lavorato per il canale privato CMTV, emanazione del quotidiano conservatore Correio da Manhã, un media prevalentemente "sensazionalista", per il quale è stato prima commentatore sportivo e poi di cronaca nera. Aveva anche una rubrica nel quotidiano. Inizialmente membro del Partito Social Democratico, è stato poi risolutamente a favore dell'Unione europea, ma ha assunto una linea più conservatrice rispetto al suo partito.
Nel 2017 è eletto consigliere comunale del PSD a Loures.
Il 9 aprile 2019 ha fondato Chega per partecipare alle elezioni europee del 2019, formando una coalizione denominata Basta! insieme a due altri partiti (PPM - PPV/CDC), senza riuscire a ottenere alcun seggio; la coalizione è stata sciolta nel giugno successivo. Chega si presenta come nazionalista, conservatore e liberale. Il partito sostiene la riduzione delle tasse, un parlamento molto più piccolo, una riforma giudiziaria con pene più severe per i criminali e la fine dei sussidi sociali per i disoccupati. Non si oppone all'Unione europea.
Il 6 ottobre 2019 ha partecipato con Chega alle elezioni legislative portoghesi del 2019, ottenendo un seggio per il collegio elettorale di Lisbona. In questo modo Ventura ha segnato il ritorno dell'estrema destra nel parlamento portoghese dal 25 aprile 1974.
Fa regolarmente commenti rivolti ai neri e agli zingari. Provocò una protesta in Parlamento nel gennaio 2020 proponendo che una collega di colore venisse "riportata nel suo Paese d'origine". Alla convention del partito Chega del 2020 approvò una mozione per la rimozione delle ovaie dalle donne che hanno abortito. Di fronte alle proteste, richiese poi che fosse annullata.
Nell'aprile 2020 annunciò le sue dimissioni da capo di Chega! e la convocazione di elezioni interne per il mese di settembre, alle quali correrà nuovamente come candidato. Spiegò di essere "stufo" di coloro che "boicottano sistematicamente" la leadership del partito e prendono posizione contro le sue decisioni.
Nel febbraio 2020 Ventura annuncia la sua candidatura alle presidenziali dell'anno successivo, dove alle elezioni del 24 gennaio 2021 è arrivato terzo con l'11,9% dei voti.

## Vita privata
André Ventura è sposato con Dina Nunes Ventura. Non hanno figli.  È un tifoso dell'SL Benfica.